# كمتو (سقز)
قرية كمتو (بالكردية: کەمەتوو) هي إحدى القرى التابعة لـصاحب في ريف قسم زيويه من مقاطعة سقز، في محافظة كردستان الإيرانية.

## السكان
حسب إحصاءات سنة 2006، بلغ إجمالي السكان في كمتو 241 نسمة وعدد المساكن 50 مسكن. لغة سكان كمتو هي اللغة الكردية و هم من أهل السنة والجماعة والمذهب الشافعي.